# Bryan Moody
Bryan Moody (* 16. Januar 1972 in Pointe-Claire) ist ein kanadischer Badmintonspieler. 

## Karriere
Bryan Moody nahm 2000 im Herrendoppel und -einzel an Olympia teil. Im Doppel verlor dabei mit Brent Olynyk nach einem Freilos in der Auftaktrunde im darauf folgenden Match und wurde somit 9. in der Endabrechnung. Im Mixed mit Milaine Cloutier unterlag er gleich in Runde eins und wurde 17. 2000 und 2001 gewann er drei Titel bei kanadischen Einzelmeisterschaften.

## Sportliche Erfolge
| Saison | Veranstaltung                 | Disziplin    | Platz | Name                           |
| ------ | ----------------------------- | ------------ | ----- | ------------------------------ |
| 2000   | Olympia                       | Herrendoppel | 9     | Bryan Moody / Brent Olynyk     |
| 2000   | Olympia                       | Mixed        | 17    | Bryan Moody / Milaine Cloutier |
| 2000   | Kanada: Einzelmeisterschaften | Herrendoppel | 1     | Bryan Moody / Brent Olynyk     |
| 2001   | Kanada: Einzelmeisterschaften | Herrendoppel | 1     | Bryan Moody / Brent Olynyk     |
| 2001   | Kanada: Einzelmeisterschaften | Mixed        | 1     | Bryan Moody / Milaine Cloutier |